# 今町・中之島大凧合戦
今町・中之島大凧合戦（いままちなかのしまおおたこがっせん）は、新潟県見附市今町地区（旧南蒲原郡今町）と長岡市中之島地区（旧南蒲原郡中之島町）で毎年6月上旬に開かれる凧の祭りである。

## 歴史
今町・中之島大凧合戦の起源は、300年以上前に、信濃国（現在の長野県）の紙商人が、たまたま端午の節句に今町へ立ち寄った際、刈谷田川堤防上で大凧を作り、打ち上げたのが始まりとされる。現在の大凧合戦の形態となったのは、江戸時代の天明3年（1783年）より、刈谷田川改修の堤防を踏み固めるために行って以来、年中行事として今に至ると伝えられている。

## 概要
毎年6月の初旬、第1土曜日より月曜日までの3日間開催される。中之島大橋から猫興野橋の間の刈谷田川の両岸から凧を揚げ、上空で綱を絡ませる。綱が絡んだ後、それが切れるまで引き合う。

## 使用する凧の種類
合戦に使用される凧は「六角凧」である。美濃紙100枚を使う大きなもので、大きさは縦4.3メートル、横3.2メートルで約8畳分の大きさがある。

## 参加する「組」
当地の凧合戦は町内単位で組と呼ばれるチームを作って参加する。現在は11組あり、今町の町内で組織される組が8組、中之島の町内で組織される組が3組であるが、今町側の組のうち、葵組と五丁目組が刈谷田川の左岸（中之島側）から凧を揚げる。現在の組は下記のとおり。（上流側に位置する組から下流側への順で記載した。）
- 刈谷田川右岸側（今町側）
  - 坂井町組
  - 旭組
  - 新町組
  - 奴組
  - 神楽組
  - 横神○組

- 刈谷田川左岸側（中之島側）
  - 五郎組
  - 達磨組
  - 勇組
  - 葵組（今町）
  - 五丁目組（今町）

## 今町凧民謡
昭和4年(1929年)、北原白秋の作詞、町田嘉章の作曲により「今町凧民謡」がつくられ、完成の際にはNHKのラジオにより、全国に披露された。